# Lorenzo Montt y Pérez de Valenzuela
Lorenzo Montt y Pérez de Valenzuela (Casablanca, Reino de Chile, Imperio español, 1784-Casablanca, 15 de junio de 1830) fue un agricultor y político chileno.

## Primeros años de vida
Fue hijo de José Miguel Leopoldo Montt Prado y de su segunda esposa María Josefa Pérez de Valenzuela Ruíz.
Contrajo matrimonio por primera vez con Manuela Ojeda Cadenas, teniendo tres hijos, posteriormente se casó con María del Carmen Luco Fernández y tuvieron cuatro hijos. De entre sus hijos, se encuentra, el abogado y político Ambrosio Montt Luco. A través de su hijo Antonio Montt Ojeda, es abuelo de Jorge Montt Álvarez, vicealmirante de la Armada y presidente de la República.
Vivía en su fundo en Tapihue, cerca del pueblo de Casablanca.

## Vida pública
Fue propuesto para el empleo de Alférez de milicias de Valparaíso, a la edad de 23 años más o menos, en octubre de 1808.
Fue alcalde ordinario de Casablanca desde 1809 a 1815.
Solicitó, junto a otros vecinos de la zona, la separación de Casablanca del distrito de Quillota, por razones, sobre todo, de tipo comercial, la ventaja de estar cerca de Santiago y aún más, cerca del primer puerto de Chile, Valparaíso. Esta solicitud fue enviada a S.E., el 13 de junio de 1817. Así, el 13 de mayo de 1818, por un auto supremo, se declaró a Casablanca, independiente de Quillota; este fue firmado por S.E. Bernardo O'Higgins e Antonio José de Irisarri.
Diputado por Casablanca, en las Asambleas Provinciales de 1823, Asamblea Provincial de Santiago, 29 de marzo-3 de abril de 1823.
Diputado propietario por Casablanca, en el Congreso General Constituyente de 1823, 12 de agosto-31 de diciembre de 1823. Integró la Comisión Permanente de Agricultura, Industria, Comercio, Minas y Estadística. En dicho año presentó dos proyectos de ley.
Diputado suplente por Casablanca, en el Congreso Nacional Constituyente de 1826, 4 de julio de 1826-22 de junio de 1827. Fue electo como suplente, pero pasó a ser propietario, porque optó por Vallenar el propietario, José Santiago Montt Yrarrázaval. No fue necesario convocar a elección complementaria. En este periodo, intervino en los sucesos políticos de fines de 1826 y principios de 1827.
Dejó de existir en Casablanca, a la edad de 45 años y fue sepultado el 15 de junio de 1830. Al momento de fallecer, su esposa estaba embarazada de su hijo Ambrosio, que nacería en diciembre.